# Léo Berdeu

a Compétitions nationales et continentales officielles uniquement.

b Matchs officiels uniquement.
Dernière mise à jour le 22 juin 2025.
Léo Berdeu, né le 13 juin 1998 à Cannes (Alpes-Maritimes), est un joueur français de rugby à XV qui joue au poste de demi d'ouverture au Lyon OU depuis 2017.
Il remporte le Challenge européen avec le Lyon OU en 2022.

## Biographie

### Jeunesse et formation
Né à Cannes, Léo Berdeu est le fils d'Éric Berdeu arrière ou ailier du Stadoceste tarbais où il est finaliste du championnat en 1988, du RRC Nice et du Rugby olympique de Grasse avant d'en devenir président lorsque son fils y joue.
Léo Berdeu commence le rugby à Grasse avant de rejoindre le centre de formation du RC Toulon avec lequel il devient champion de France juniors Crabos en 2016 en s'imposant contre l'Union Bordeaux Bègles (31-14).
En 2016, après trois ans dans le Var, Berdeu est recruté par le Lyou OU.

### Débuts professionnels au Lyou OU (depuis 2017)
En mai 2017, il dispute son premier match professionnel en Top 14 face au FC Grenoble .
Il est ensuite prêté au SU Agen pour la saison 2018-2019.
Avec la formation du Lot-et-Garonne il s'impose comme titulaire dès sa première saison, et prolonge son prêt sur une deuxième saison. Buteur régulier, sprinter véloce, passeur à la technique précise et fluide, il est notamment classé 9e meilleur ouvreur de la saison 2018-2019 par le Midi olympique.
Il est annoncé de retour de prêt au club lyonnais pour la saison 2020-2021.

### Carrière internationale
Présent à plusieurs reprises dans le groupe de l'équipe de France des moins de 20 ans, — avec la génération qui finira pour la première fois championne du monde — il ne connait pourtant que des sélections en équipe développement, bloqué par une des plus belles générations de demi d'ouverture du rugby français moderne avec Louis Carbonel, Matthieu Jalibert et Romain Ntamack.
Il fait également partie de l'équipe de France universitaire qui remporte le crunch contre l'Angleterre en 2018.
À l'issue de la saison 2023-2024, au mois de juin, il est retenu en équipe de France dans une liste de trente-deux joueurs pour préparer la tournée d'été en Argentine. Cette liste est marquée par l'absence des cadres habituels et la présence de nombreux joueurs sans sélections. Le 10 juillet 2024, il joue sous le maillot national face à l'Uruguay, dans une rencontre non capée disputée par l'équipe de France développement.

## Palmarès

### En club
- Vainqueur du Championnat de France Crabos en 2016 avec le RC Toulon.
- Vainqueur du Challenge européen en 2022 avec le Lyon OU.
- Finaliste de la Challenge Cup en 2025 avec le Lyon OU.

### Distinctions personnelles
- Meilleur réalisateur du/de la Challenge européen/Cup en 2022 (71 points) et 2025 (66 points).
- Meilleur réalisateur du Championnat de France en 2022 (251 points).